# Abschnittsbefestigung Bocksberg
Die Abschnittsbefestigung Bocksberg ist eine ehemalige Abschnittsbefestigung etwa 800 m nordöstlich der Kirche St. Johann Baptist von Eggersdorf, einem Gemeindeteil der niederbayerischen Gemeinde Bruckberg im Landkreis Landshut. Die Anlage wird als Bodendenkmal unter der Aktennummer D-2-7437-0011 im Bayernatlas als „Abschnittsbefestigung vor- und frühgeschichtlicher Zeitstellung mit Wall und Graben“ geführt.

## Beschreibung
Die auch „Altes Schloss“ genannt Abschnittsbefestigung Bocksberg liegt im Universitätswald, früher „Königlicher Forst“. Sie erstreckt sich 180 m Länge in Nord-Süd-Richtung und bis zu 40 m Breite in Ost-West-Richtung. Sie liegt auf einem Geländevorsprung, die steil geböschte Hänge nach drei Seiten aufweist Zu dem ansteigenden Hinterland ist der Innenraum durch einen fast verschütteten Abschnittsgraben abgetrennt. Der noch bis zu 1,5 m tiefe und etwa 20 m breite Graben wird durch einen schwach ausgeprägten Hanggraben fortgesetzt, der teilweise nur noch als Terrassenstufe 5 bis 10 m unterhalb der Hangkante die Steilfronten begleitet. Der an der Basis des Innenraums hinter dem Graben liegende Abschnittswall ist auf eine Länge von 90 m nachweisbar.